# Ioan Bărbulescu Aluta
Ioan Bărbulescu Aluta (n. 10 august 1860, Comanii de Sus, jud. Olt - d. septembrie 1944, București) a fost un pictor român.

## Biografie
Studiază pictura la Școala de Arte Frumoase din București avându-l ca profesor pe Theodor Aman. Cu sprijinul lui Ioan Kalinderu își continuă studiile la Academie Julian din Paris (1893-1895) cu William Bouguereau, Alfred Henri Bramtôt și probabil cu Lucien Doucet.